# 木野川
木野川（きのかわ）は、埼玉県杉戸町の大字。郵便番号は345-0003。

## 地理
杉戸町の東部に位置する。北部で流れる江戸川を境に千葉県と隣接している。地内は主に農地で、北部を中心にまとまった住宅地が見られる。

### 河川
- 江戸川

## 歴史
幕末の時点では下総国葛飾郡に属し、「旧高旧領取調帳」の記載によると明治初年時点では幕府領（小笠原甫三郎支配所）であった。
- 1955年（昭和30年）7月10日 - 豊岡村の一部（大字目沼、木津内、宮前、鷲巣、木野川）および桜井村が合併して泉村が発足。泉村大字木野川となる。
- 1957年（昭和32年）7月17日 - 杉戸町に編入され、杉戸町の大字となり現在に至る。

## 世帯数と人口
2022年（令和4年）3月1日現在の世帯数と人口は以下の通りである。
| 町丁   | 世帯数  | 人口    |
| ------ | ------- | ------- |
| 木野川 | 514世帯 | 1,063人 |

## 小・中学校の学区
町立小・中学校に通う場合、学区（校区）は以下の通りとなる。
| 番地 | 小学校           | 中学校           |
| ---- | ---------------- | ---------------- |
| 全域 | 杉戸町立泉小学校 | 杉戸町立東中学校 |

## 交通
- 埼玉県道375号西宝珠花屏風線

## 施設
- 木野川会館
- 木野川集会所
- 木野川集中浄化槽
- 木野川公園
- 木野川杉の子公園

※ 「木野川汚水処理場」は隣の鷲巣に所在する。

## 史跡
- 神明貝塚 - 所在地は春日部市西親野井だが、埋蔵文化財包蔵地は地内にも及んでいると考えられる[6]。
- 木野川古墳群
- 向台遺跡
- 原遺跡
- 湊遺跡
- 重代遺跡